# Cyanopterus xanthocarpus
Cyanopterus xanthocarpus är en stekelart som först beskrevs av Cameron 1906.  Cyanopterus xanthocarpus ingår i släktet Cyanopterus och familjen bracksteklar. Inga underarter finns listade i Catalogue of Life.